# Lucian Pintilie
Lucian Pintilie (ur. 9 listopada 1933 w Tarutyne, zm. 16 maja 2018 w Bukareszcie) – rumuński reżyser i scenarzysta filmowy. Reżyserował również spektakle teatralne i operowe. Uważany za jedną z najwybitniejszych postaci rumuńskiego kina i teatru XX w..
Pintilie w swoich dwóch pierwszych filmach z lat 60. piętnował totalitarne zapędy władzy, co wiązało się z nieuchronną karą ze strony reżimu – w latach 70. jako polityczny dysydent musiał udać się na niemal dwudziestoletnią emigrację. Po powrocie do ojczyzny stał się żywym klasykiem, pierwszym twórcą kina autorskiego w Rumunii, moralnym autorytetem i mentorem młodych filmowców spod znaku „rumuńskiej nowej fali”.

## Życiorys

### Pochodzenie i początki kariery
Urodził się w Besarabii, północno-wschodniej części Rumunii, należącej obecnie do Ukrainy. W jego rodzinnej wiosce dominowali Niemcy, ale społeczność składała się również z Rosjan, Turków, Rumunów i innych grup etnicznych. Ojciec był nauczycielem języka francuskiego, a matka – gospodynią domową. Pomimo swojego kosmopolityzmu, Lucian Pintilie czuł się zawsze stuprocentowym Rumunem, co znalazło odzwierciedlenie również w twórczości. Jego filmy, których akcja rozgrywała się niemal zawsze w Rumunii, stanowiły bezkompromisowy komentarz do bieżącej sytuacji społeczno-politycznej w tym kraju.
Młody Pintilie studiował reżyserię w Instytucie Sztuki Teatralnej i Filmowej im. I.L. Caragiale (IATC) w Bukareszcie. Karierę zaczął od pracy w teatrze. W latach 1960–1972 reżyserował sztuki w Teatrze Bulandra w Bukareszcie, gdzie nie obowiązywała go ostra cenzura. Wystawił tam m.in. Cezara i Kleopatrę George’a Bernarda Shawa, Biedermanna i podpalaczy Maxa Frischa oraz Wiśniowy sad Antona Czechowa.

### Pierwsze filmy – lata 60.
Jego kinowy debiut fabularny, Niedziela o szóstej (1966), był historią tragicznej miłości pary młodych komunistów walczących w podziemiu w czasie II wojny światowej. Inspirowany osiągnięciami francuskiej Nowej Fali, film wprowadził powiew nowoczesności do rumuńskiego kina, zebrał w większości pozytywne recenzje i zdobył dwie nagrody na MFF w Mar del Plata. Był nawet chwalony jako „pierwszy rumuński film po dwóch dekadach żałosnej tandety”. Pomimo tego wszystkiego, jego daleka od heroicznej wymowa nie znalazła zrozumienia w oficjalnych kręgach partyjnych i obraz został zatrzymany przez cenzurę.
Drugi film Pintilie, Rekonstrukcja (1968), uważany jest przez część krytyków filmowych za najwybitniejszy film rumuński XX w. Jest to historia dwóch aresztowanych studentów zamieszanych w pijacką burdę. Jako karę za uczestnictwo w incydencie muszą oni wziąć udział w rekonstrukcji bójki, która zostaje sfilmowana dla celów edukacyjnych, by ostrzegać młodzież przed nadużywaniem alkoholu. Sytuacja jednakże wymyka się spod kontroli i zamienia w farsę obnażającą absurdy funkcjonowania w systemie totalitarnym.
Obraz ten, będący adaptacją powieści Horii Pătrașcu nawiązującej do prawdziwego zdarzenia, piętnował niekompetencję i skorumpowanie władzy, co nie mogło się w Rumunii spodobać. W chwili premiery Rekonstrukcję doceniono na 23. MFF w Cannes w 1970, ale nie w rodzinnym kraju, gdzie odrzuciła ją cenzura, dostrzegając w filmie „ślady zachodnich wpływów”. Sam komunistyczny dyktator Nicolae Ceaușescu wydał osobisty zakaz rozpowszechniania filmu, który powrócił na ekrany dopiero w 1990, czyli już po obaleniu reżimu.

### Emigracja – lata 70. i 80.
Po usunięciu z afisza w 1972 spektaklu Rewizor Nikołaja Gogola, będącego satyrą na rządową biurokrację, rumuńskie władze zakazały reżyserowi wykonywania zawodu. Wobec zaistniałej sytuacji Pintilie w 1973 postanowił udać się na emigrację. Początkowo przebywał w Jugosławii, gdzie nakręcił swój jedyny film w latach 70. – Salę nr 6 na podstawie opowiadania Czechowa. Powstały dwie wersje tego filmu: telewizyjna (1973) oraz pełnometrażowa kinowa (1978). Ten jedyny obraz Pintilie, którego akcja nie rozgrywała się w Rumunii, opowiadał o konfrontacji rosyjskiego lekarza, stojącego na czele szpitala psychiatrycznego, z więźniem politycznym, który nieoczekiwanie burzy spokój jego sumienia.
Pintilie następnie osiadł we Francji. Zasłynął tam swoimi innowacyjnymi interpretacjami teatralnej klasyki. Na deskach paryskich scen Théâtre National de Chaillot oraz Théâtre de la Ville wyreżyserował m.in. Dziką kaczkę Ibsena, Turandot Gozziego oraz Trzy siostry i Mewę Czechowa. Tworzył również spektakle operowe we Francji (Oresteja Ajschylosa, Czarodziejski flet Mozarta), Wielkiej Brytanii (Carmen Bizeta) i we Włoszech. W latach 80. wystawiał sztuki w USA – w Guthrie Theater w Minneapolis i w Arena Stage w Waszyngtonie (Dzika kaczka Ibsena, Świętoszek Moliera).
Pintilie powrócił na krótko do kraju w 1979, by nakręcić filmową adaptację klasycznej sztuki Karnawał Iona Luki Caragiale pt. Dlaczego biją w dzwony, Mitica? (1981). Wcześniej wystawiał ją z powodzeniem w teatrze. Intryga tej farsowej komedii nie była skomplikowana – zdradzany bohater przygotowuje tajemny plan zemsty, który chce urzeczywistnić w finałowej scenie balu maskaradowego. Pomimo tego, że akcja rozgrywała się przed stu laty, Pintilie zawarł w filmie komentarz do ówczesnej sytuacji polityczno-społecznej poprzez ukazanie zgubnego szaleństwa władzy. Produkcja filmu z przyczyn cenzuralnych trwała ponad dwa lata (od września 1979 do końca 1981), obraz zaraz po premierze na dziewięć lat trafił na półki, a sam reżyser ponownie opuścił Rumunię i przez następną dekadę skupił się na teatrze.

### Z powrotem w Rumunii
Prawdziwie triumfalny powrót Pintilie – zarówno na łono ojczyzny, jak i do artystycznej formy – zwiastował film Dąb (1992), będący połączeniem satyry społecznej i post-totalitarnej antyutopii. Stanowił on ponure i sarkastyczne spojrzenie na degrengoladę Rumunii czasów schyłkowego komunizmu (akcja rozgrywa się w 1988) z ich skorumpowaniem i wszechobecnym terrorem. Zbuntowani wobec systemu główni bohaterowie, grani brawurowo przez Maię Morgenstern i Răzvana Vasilescu, próbują ocalić godność w świecie deprawacji i ogólnego zdziczenia. Film przyjęto ciepło w ramach pokazów pozakonkursowych na 45. MFF w Cannes, a kreacja Mai Morgenstern przyniosła jej Europejską Nagrodę Filmową dla najlepszej aktorki.
Dwa następne filmy Pintilie, Niezapomniane lato (1994) i Za późno (1996), zaprezentowano na 47. i 49. MFF w Cannes, jednakże tym razem już w konkursie głównym. Pierwszy z nich był olśniewającym wizualnie dramatem historycznym, którego akcja rozgrywała się w latach 20. XX w. Poprzez historię żony oficera, granej przez Kristin Scott Thomas, która sprzeciwia się rozkazowi swojego męża dotyczącej egzekucji grupy Bułgarów, Pintilie nawiązał do okrucieństw wojennych dokonywanych przez swoich rodaków. Sarkazm w stylu Nikołaja Gogola, znany z jego wczesnych filmów, ustąpił tu miejsca nostalgii i ironii o zacięciu tragicznym.
Za późno otwierało cykl ostatnich nihilistycznych filmów Pintilie o niełatwej rzeczywistości w postkomunistycznej Rumunii. Krytykował on w nich zarówno komunizm, jak i postkomunizm, przedstawiany w konwencji postapokaliptycznej. Odwoływał się także do tematów winy i metafizycznego zła. Za późno było opowieścią o detektywie wezwanym do Doliny Jiu, w której ma on przeprowadzić śledztwo dotyczące tajemniczej śmierci górnika. Pintilie w konwencji thrillera opowiadał o ciężkim losie górników w przemysłowym zagłębiu Rumunii po upadku komunizmu. Użył również zagadkowej istoty zamieszkującej kopalnię jako metafory skorumpowanych machinacji politycznych, odpowiedzialnych za ukrywanie prawdy o śmierci niewinnych ludzi.
Ostatni przystanek raj (1998), który przyniósł twórcy Grand Prix Jury na 55. MFF w Wenecji, poświęcony był wpływowi nowej kapitalistycznej mentalności i amerykańskiej popkultury na młodych ludzi w Rumunii. Film był historią niemożliwej miłości pomiędzy Mitu a Noricą. On musi wkrótce odbyć służbę wojskową, ona tkwi w małżeństwie z dużo od niej starszym szefem. Zakazane uczucie prowadzi ich do zbrodni i ucieczki, a ich surrealistyczny romans wieńczy brutalny finał.
Popołudnie z katem (2001) powracało do okrucieństw komunistycznej dyktatury poprzez postać głównego bohatera, odpowiedzialnego w tamtych czasów za torturowanie więźniów. Udziela on wywiadu dziennikarce i byłemu więźniowi politycznemu w ogrodzie swojego wiejskiego domu. Z jego wyznań jednak niewiele wynika, a niewidoma żona pod koniec dnia protestuje przeciwko torturowaniu męża pytaniami o jego przeszłość. Film karmił się absurdem i sardonicznym humorem, chociaż mówił o sprawach niepokojących i niełatwych.
Do ostatniego filmu fabularnego autorstwa Pintilie, Nikiego i Flo (2003), scenariusz napisał Cristi Puiu. Było to satyryczne spojrzenie na czasy ustrojowej transformacji. Główny bohater, grany przez Victora Rebengiuca, to emerytowany wojskowy, którego dotychczasowe życie stopniowo się rozpada: syn umiera, a córka wraz z mężem emigruje do Ameryki. Winnym tego stanu jest teść córki, dążący do pozbawienia bohatera nie tylko dzieci, ale również poczucia godności i dumy.

### Wpływ
Znaczenie twórczości Pintilie nie przeminęło wraz z końcem XX w. Od chwili powrotu do kraju był on mentorem dla pokolenia młodych filmowców. Gdy w kinie rumuńskim od 2005 nastała "nowa fala", jej główni przedstawiciele (Cristi Puiu, Cristian Mungiu, Corneliu Porumboiu, Cătălin Mitulescu) wielokrotnie podkreślali jak bardzo ukształtowały ich filmy Pintilie, którego nazywano „ojcem chrzestnym rumuńskiej nowej fali”. Najwięcej Pintiliemu zawdzięczał Cristi Puiu, którego mistrz wspierał już przy reżyserskim debiucie, później sfilmował jego scenariusz do Nikiego i Flo, a pod koniec życia współprodukował jego wielokrotnie nagradzany film Sieranevada (2016).
Lucian Pintilie zmarł 16 maja 2018 w wieku 84 lat w szpitalu Elias w Bukareszcie. Trzy dni wcześniej został do niego przyjęty w stanie krytycznym.

## Autorski styl
Jego styl wyróżniało częste posługiwanie się sarkazmem i absurdem do opisu poważnych dylematów moralnych i kwestii społeczno-politycznych. Satyryczny ton filmów i spektakli Pintilie odwoływał się do klasycznych czarnych komedii dramatopisarza Iona Luki Caragiale, drwiących z burżuazji, jak również do awangardowych dzieł Eugène’a Ionesco. Badacze wskazują również na wpływ na twórczość Pintilie rumuńskiego filozofa Emila Ciorana, zwłaszcza jego koncepcji „stałego pesymizmu”.
Nie bez powodu tak często adaptował dla teatru i kina utwory Antoniego Czechowa (spektakle Wiśniowy sad, Trzy siostry, Mewa; telewizyjna i kinowa adaptacja opowiadania Sala nr 6), gdyż dzielił z Rosjaninem ironiczny humor podszyty poczuciem tragizmu życia. Chociaż Pintilie w swojej twórczości tak zręcznie posługiwał się farsą, parodią i karykaturą, w głębi duszy pozostawał pesymistą. Duchowe powinowactwo łączy go więc również z Nikołajem Gogolem.
W większości filmów Pintilie ciąg przedstawionych zdarzeń prowadzi nieuchronnie do tragicznego i brutalnego finału, często na granicy groteski. Wynika to z przekonania reżysera o tym, że kino stanowi dla niego krzyk rozpaczy i ostrzeżenie przed okrucieństwem historii. Ani śmierć, ani życie nie karmią się logiką, a w niektórych z jego filmów to właśnie życie staje się farsą, a śmierć nabiera sensu.
Reżyser znany był również z tego, że w czasie swojej niemal 50-letniej kariery artystycznej pracował z najwybitniejszymi aktorami rumuńskiego kina i teatru. Grali u niego m.in.: Victor Rebengiuc, Maia Morgenstern, Răzvan Vasilescu, George Mihăiță, Vladimir Găitan, Mariana Mihuț, Șerban Pavlu, Coca Bloos i Dorina Chiriac.

## Życie prywatne
Jego żoną przez 42 lata (od 1965 do śmierci w 2007) była aktorka Clody Bertola. Później jego towarzyszką życia została Marie-France Ionesco, córka słynnego dramaturga Eugène’a Ionesco.

## Filmografia

### Reżyser

#### Filmy fabularne
- 1966: Niedziela o szóstej (Duminică la ora 6)
- 1968: Rekonstrukcja (Reconstituirea)
- 1978: Sala nr 6 (Paviljon VI)
- 1981: Dlaczego biją w dzwony, Mitica? (De ce trag clopotele, Mitică?)
- 1992: Dąb (Balanța)
- 1994: Niezapomniane lato (Un été inoubliable)
- 1996: Za późno (Prea târziu)
- 1998: Ostatni przystanek raj (Terminus Paradis)
- 2001: Popołudnie z katem (După-amiaza unui torționar)
- 2003: Niki i Flo (Niki Ardelean, colonel în rezervă)

#### Filmy dokumentalne
- 1995: Lumiere i spółka (Lumière et compagnie) – epizod

#### Filmy krótkometrażowe
- 2006: Tertium non datur

#### Filmy telewizyjne
- 1973: Sala nr 6 (Paviljon broj VI)[11][12]